# Dywersant (miniserial)
Dywersant (ros. Диверсант) – rosyjski 4-odcinkowy miniserial wojenny w reżyserii Andrieja Maliukowa z 2004 roku, oparty na powieści Anatolija Azolskiego o tym samym tytule.
Premiera pierwszego odcinka odbyła się 6 września 2004 o godzinie 22:30 czasu moskiewskiego na Pierwom kanalie. Ostatni odcinek wyemitowano 9 września 2004 roku. Kontynuacją Dywersanta są miniseriale Dywersant: Koniec wojny (2007) i Dywersant: Krym (2020).
Część czwartego odcinka była kręcona w Polsce (Kazimierz Dolny).

## Fabuła
1942 rok, II wojna światowa. Młodzi absolwenci szkoły wywiadowczej Armii Czerwonej, 18-letni Lionia Fiłatow (Aleksiej Bardukow) i 20-letni Aleksiej Bobrikow, jadą na miejsce stacjonowania ich jednostki napotkaną ciężarówką. Marzą o szybkim zwycięstwie i zakończeniu wojny z licznymi orderami. Po drodze zabierają jeszcze nieznajomego sierżanta piechoty (Kiriłł Pletniow). Niespodziewanie dostają się pod ostrzał. W wyniku strzelaniny z Niemcami ginie Bobrikow i kierowca, tylko Lionia i nowo poznany sierżant pozostają przy życiu. Mając swoje powody, aby jak najszybciej dostać się do Berlina, sierżant prosi Fiłatowa o przekazanie mu książeczki wojskowej i wszystkich dokumentów poległego Bobrikowa, aby „jego nazwisko nadal biło faszystów”. Zszokowany śmiercią towarzysza Lionia nie jest w stanie zrozumieć, jak dziwna jest ta prośba i jakie konsekwencje będzie miała jego zgoda na ten plan.

## Obsada
- Aleksiej Bardukow – młodszy sierżant / młodszy porucznik / starszy porucznik / kapitan Leonid Michajłowicz Fiłatow
- Władisław Gałkin – starszy porucznik / kapitan / major Grigorij Iwanowicz Kałtygin
- Kiriłł Pletniow – młodszy sierżant / młodszy porucznik / starszy porucznik / kapitan Aleksiej Pietrowicz Bobrikow
- Andriej Krasko – major Wasilij Siergiejewicz Łukaszyn
- Michaił Jefriemow – podpułkownik Kosteniecki
- Ksenia Kuzniecowa – radiooperator Tatiana Skriabin, młodszy sierżant
- Aleksandr Łykow – Siergiej („Czech”), oficer GRU
- Władimir Mieńszow – generał GRU Kaliazin
- Ville Haapasalo – Wilhelm
- Renata Litwinowa – kierownik szkoły radiooperatorów
- Marina Jakowlewa – Klaudia
- Jurij Curiło – kierownik pociągu szpitalnego
- Natalia Iwanowa-Fienkina – pielęgniarka
- Wiktor Kosych – kierowca ciężarówki
- Aleksiej Ałoncew – prawdziwy młodszy sierżant Aleksiej Pietrowicz Bobrikow (na początku filmu)
- Walery Barinow – generał
- Andriej Zibrow – porucznik śledczy
- Andriej Smoliakow – śledczy major
- Igor Liwanow – pułkownik Bogatyriew
- Igor Lifanow – kapitan Swiesznikow
- Walerij Iwakow – kapitan łączności
- Aleksandr Stefancow – porucznik
- Siergiej Makarow – starszyna
- Andriej Tałubiejew – członek Rady Wojskowej
- Jekaterina Rednikowa – Liubow, młoda kochanka
- Władimir Bogdanow – pułkownik
- Siergiej Pinegin – generał dywizji Kiriuchin
- Wiktor Wierżbicki – major Wiekszyn, śledczy prokuratury wojskowej
- Nikołaj Czindiajkin – generał porucznik Woronkow
- Stanisław Mikulski – Janek, polski kierowca
- Jurij Makiejew – eskorta żołnierzy
- Wiaczesław Titow – pilot
- Nodar Mgalobliszwili (głos: Armen Dżigarchanian) – generał z Moskwy
- Władimir Kaczan – pułkownik